# Joseph Lipman
Joseph Lipman (né le 15 juin 1938) est un mathématicien canado-américain, travaillant en géométrie algébrique.

## Biographie
Lipman est diplômé de l'Université de Toronto avec un baccalauréat en 1960, puis va à l'Université Harvard, où il obtient sa maîtrise en 1961. Il obtient ensuite un doctorat en 1965 sous la direction d'Oscar Zariski. En 1965, il est professeur adjoint à l'Université Queen's de Kingston et, en 1966, professeur adjoint à l'Université Purdue, où il devient professeur en 1971. De 1987 à 1992, il y dirige le département de mathématiques. Il est membre du MSRI et chercheur invité à l'Université de Cambridge et à l'Université de Nice et professeur invité à Columbia et à Harvard.
Il est spécialisé dans la théorie des singularités en géométrie algébrique.
En 1958, alors qu'il étudie à l'Université de Toronto, il devient boursier Putnam aux concours de mathématiques du printemps et de l'automne William Lowell Putnam. En 1982, il reçoit le Prix Jeffery-Williams. Il est membre de l'American Mathematical Society.